# Heather Paige Cohn
Heather Paige Cohn (* 20. Februar 1990 in Augusta, Georgia) ist eine US-amerikanische Schauspielerin.

## Leben
Cohn wurde am 20. Februar 1990 als Tochter von Ken Cohn und Lynette Cohn in Augusta geboren. Sie gab 2013 in einer Episode der Fernsehserie Car-Jumper ihr Fernsehschauspieldebüt und wirkte ab demselben Jahr bis einschließlich 2014 in 16 Episoden der Fernsehserie Jess Like Me in der titelgebenden Hauptrolle der Jessica „Jess“ Jordan mit. 2014 mimte sie eine der weiblichen Hauptrollen der Kelly im Film Alpha House. Im selben Jahr wirkte sie in der größeren Rolle der Sienna im Film Bachelor Night: Auf nach Vegas! mit. Erneut spielte sie 2015 in Bound – Gefangen im Netz der Begierde in einer The-Asylum-Filmproduktion mit. Weitere Filmrollen hatte sie unter anderen 2015 in Road Hard und Prom Ride, 2016 in Love Addict und 2018 in Minutes to Midnight – Bete, dass sie nicht vorbeischauen… und Shiner.

## Filmografie (Auswahl)
- 2013: Car-Jumper (Fernsehserie, Episode 1x11)
- 2013–2014: Jess Like Me (Fernsehserie, 16 Episoden)
- 2014: Alpha House
- 2014: A Fairy Tale of La La Land (Kurzfilm)
- 2014: Eroddity(s)
- 2014: Bachelor Night: Auf nach Vegas! (Bachelor Night)
- 2014: The Treehouse
- 2015: Chto tvoryat muzhchiny! 2
- 2015: Bound – Gefangen im Netz der Begierde (Bound)
- 2015: Road Hard
- 2015: Prom Ride
- 2016: Love Addict
- 2018: Minutes to Midnight – Bete, dass sie nicht vorbeischauen… (Minutes to Midnight)
- 2018: Shiner
- 2022: Come at Me (Miniserie, Episode 2x01)